# Luca Furbatto
Luca Furbatto (Turim, 11 de maio de 1972) é um engenheiro italiano que atualmente exerce o cargo de diretor de engenharia da equipe de Fórmula 1 da Aston Martin. Anteriormente ele foi o projetista chefe da antiga equipe de Fórmula 1 Manor, cargo este que ele ocupou a partir de meados de 2015 até janeiro de 2017, ele foi contratado pela Sauber alguns meses depois.
Furbatto começou sua carreira na categoria máxima do automobilismo mundial trabalhando para a Tyrrell, equipe esta que foi posteriormente transformada na British American Racing (BAR) no final dos anos 1990. Ele também prestou serviços para a Toyota, McLaren e Toro Rosso, trabalhando inicialmente em departamentos de engenharia e desenvolvimento para se tornar projetista chefe.

## Carreira na Fórmula 1
Depois de trabalhar com suas qualificações de engenharia na Itália e Leeds no Reino Unido, Furbatto começou a trabalhar para a equipe da Tyrrell, que foi posteriormente transformada na British American Racing (BAR) como engenheiro assistente. Ele inialmente trabalhou para a equipe de testes e, em seguida, passou para a equipe de corrida, antes de sair no ano 2000 para a Toyota Motorsport.
Em 2001, mudou-se para a McLaren, onde trabalhou como chefe de materiais, crescendo o departamento em tamanho e força e trabalhando em máquinas de corridas vencedoras. Furbatto fez sua contribuição para ajudar a projetar o carro sob o olhar atento de Paddy Lowe, antes de sair da equipe no final de 2011.
Ele se mudou para Toro Rosso e assumiu o cargo de projetista chefe, onde permaneceu por três anos. Depois de um breve período de volta na McLaren, mas trabalhando em suas entradas da série GT, ele estava de volta como projetista chefe na equipe Manor. Ele se juntou a equipe durante a remodelação de 2015 e assumiu a responsabilidade pelos projetos de 2016. Cargo este que ele deixou após a equipe sair da Fórmula 1 em janeiro de 2017.
Em meados de 2017, Furbatto foi contratado pela Sauber para exercer o cargo de projetista chefe da equipe suíça. Equipe esta que foi renomeada para Alfa Romeo Racing no início de 2019. Porém, a propriedade e a administração da equipe permaneceram inalteradas e independentes.
Em 17 de junho de 2021, foi anunciado que Furbatto deixaria a Alfa Romeo e ingressaria na equipe da Aston Martin como seu novo diretor de engenharia no início de 2022.